# Les Scientifines
Les Scientifines est un organisme qui organise des activités scientifiques après les classes auprès des jeunes filles de 8 à 17 ans des quartiers défavorisés de Montréal, afin de les initier aux sciences et de les encourager à persévérer dans leurs études.
Les Scientifines ont été lancées en 1987 par une équipe de quatre femmes de l’École de travail social de l’Université de Montréal : Claire Chamberland, Roseline Garon, Manon Théorêt et Diane Roy. Valérie Bilodeau devient animatrice chez Les Scientifines en 2001 et directrice générale en 2009.
Les écoles où l’organisme est actif depuis des années sont situées dans l’arrondissement du Sud-Ouest, qui prête des locaux gratuitement aux Scientifines. En 2021, l’équipe mène un projet pilote à Saint-Léonard. 
L'organisme a mérité en 2001 le prix du CRSNG pour la promotion des sciences.